# Mário de Miranda Quintana
Pour les articles homonymes, voir Mário Quintana et Quintana.
Mario de Miranda Quintana (30 juillet 1906, Alegrete - 5 mai 1994, Porto Alegre) était un poète, écrivain, traducteur et journaliste brésilien. 
Considéré comme le « poète des choses simples », son style est marqué par l'ironie, la profondeur et la perfection technique.
Après avoir grandi dans sa ville natale d'Alegrete, il déménage à Porto Alegre, où il étudie au Collège militaire et publie ses premières productions littéraires. Il travaille pour la maison d'édition Editora Globo ainsi que pour la pharmacie paternelle. 
En 1940, il publie son premier recueil de poésie A Rua dos Cataventos, amorçant ainsi sa carrière de poète et écrivain. Parallèlement, il travaille presque toute sa vie comme journaliste et traducteur, traduisant en portugais plus de cent-trente œuvres de littérature internationale, comme À la recherche du temps perdu de Marcel Proust, ou Mrs Dalloway de Virginia Woolf.
De 1953 à 1977, Quintana travaille comme chroniqueur pour les pages culturelles du journal hebdomadaire Correio do Povo. À l'occasion de son soixantième anniversaire, il publie le recueil Antologia Poética comprenant soixante poèmes. Pour cette raison, il est célébré à l'Académie brésilienne de lettres par Augusto Meyer et Manuel Bandeira qui récitent son poème Quintanares en son honneur. La même année, il reçoit le prix Fernando Chinaglia de l'Union brésilienne des écrivains récompensant le meilleur livre de l'année. En 1976, à l'occasion de ses soixante-dix ans, il reçoit une médaille de l'État du Rio Grande do Sul. En 1980, il reçoit le prix Machado de Assis, de l'Académie brésilienne de lettres, pour l'ensemble de son œuvre. 
Il meurt en 1994  